# Arkansas City (Arkansas)
Arkansas City – miasto w Stanach Zjednoczonych, w stanie Arkansas, siedziba administracyjna hrabstwa Desha.